# 民事不介入
民事不介入（みんじふかいにゅう）とは、行政権、とりわけ警察権が民事紛争に介入するべきではないとする自由主義国家における原則である。「刑事罰対象となる事件でも証拠が確認出来るケース以外には介入しない」「民事訴訟対象は司法権（裁判所）の管轄」「民事法上の私的自治の原則に基づいて、当事者相互が対等の立場に立ち、互いの合意のもとに私的紛争を解決すること」などの原則である。民事不介入の例として、警察は貸金や債権の取立などの民事行為に協力しないなどがある。逆に欺疑惑や暴行疑惑などのよう当事者同士間の水掛け論となっている事例のケースでも、録音や録画記録など客観的で明確な証拠が提示されると刑事事件化され、警察権が介入する。

## 概要
民事事件は司法権によって解決すべきであり、行政権に属する警察は口を出してはならない、というのが民事不介入の意味するところである。大橋によれば民事不介入原則とは戦前においては警察権の限界を画する法理として位置づけられていたものが、戦後は射程範囲が明確にされないまま行政作用一般に通じる「基本原則的なもの」として取り扱われてきており、戦後行政の現実に照らせば具体的な対象が明確ではない漠然としたキーワードと化しており、このようなものに拘束されることは適当ではなく、ケースバイケースでその適切なあり方を探求すべきであると指摘する。
民事上は契約自由の原則が存在し、同原則から導かれる契約自治の原則により、契約はその当事者間で拘束力を持つ。そのため、明確な犯罪行為がない限り、契約当事者間で合意した内容につき警察が介入することは原則的にできない。
法律上直接に民事不介入の原則を定めた規定はないが、警察法第2条第2項が以下のとおり定めていることに民事不介入の法的根拠を求める見解もある。
戦後は労働条件や争議、公害行政、消費者行政、家族支援など、戦前は民事不介入として明確に扱われていた領域に特別法が制定され刑罰権を含め行政が介入・支援するケースが増えており、裁判外紛争解決手続を含め「民事不介入」のキーワードを原則とする考え方は学説上克服されている（→批判も参照）。

## 民事不介入が議論となる民事分野

### 男女関係、家族関係等
ドメスティック・バイオレンスや児童虐待、ストーカーに対する対応に関しては、従来は警察は民事不介入を理由に家庭への介入を差し控える傾向があったが、ストーカー規制法やDV防止法、児童虐待防止法施行以降、積極的な対応を取る方向に方針を転換したとされる。同法施行以降もしばらくは被害者の処罰意思が示された場合にのみ捜査を進める方針を採っていたが、ストーカー事案やDV事案での深刻な被害が発生し警察の対応が問題視されることが繰り返されたため、2013年12月6日の通達などに基づき、被害者の処罰意思が明確に示されない場合でも必要な場合には積極的に強制捜査を行う方針が示された。

### 子ども同士のトラブル・「いじめ」
学校内外などで発生する児童・生徒間など子ども同士の金銭トラブル、いじめ、嫌がらせ、恐喝、器物損壊、傷害、暴行、窃盗については加害者が14歳未満の場合刑事責任を問われないため、それを理由に警察はいじめや子ども同士のトラブルに介入することを差し控える傾向があり、問題視されている。

### 知的財産権
知的財産権を侵害する行為は犯罪であり、著作権法では2018年12月30日から、特許権については2020年10月20日から非親告罪に改正されており(日本の著作権法における非親告罪化)、一般からの通報に対し行政各所（警察、税関等）が自発的に取り締まりを実施している。
かつては同被害は親告罪の扱いであり、捜査当局の立場からすれば民事訴訟となる財産権の侵害であったため、限られた人的・時間的資源の投入には消極的であり、極めて悪質な事案か国際的に協力を要請されるような事案（海賊版や違法アップロードの取り締まりなど）を除いて、民事不介入を理由に積極的な捜査に乗り出さないケースが多かった。なお被害の求償については各法律の改正以降も民事訴訟の対象であり行政が代理して求償することはない。

### 暴力団関係
1991年の暴力団員による不当な行為の防止等に関する法律（暴力団対策法）施行により、刑事罰対象となった。そのため、基本的には警察では民事不介入の原則を転換していった。しかし、末端では2021年5月時点においても民事不介入に基づく対応が続けられているケースがあることが指摘されている。

### ぼったくりなど消費者事件
悪徳商法・ぼったくり
飲食店等でぼったくりの被害に遭っても、警察は契約トラブル（金銭トラブル）として扱い対応しないことがある。さらには、不当な金額の請求を受け、これに応じなかったため店側に軟禁状態に置かれるなどしても、法外な料金でもその場で支払って解決するように勧める場合もあるという。

### カスタマーハラスメント・モンスターペイシェント
警察は従来、民事不介入を理由に消費者や患者からのトラブルやクレームに関して介入を差し控える傾向があった。しかし、度を越す慰謝料要求や謝罪要求などが大きな社会問題となり、そうした行為に関しては積極的な対応する方針に転換してきている。刑法上の強要罪、脅迫罪、名誉毀損罪、業務妨害罪、恐喝罪、暴行罪、傷害罪などに問われ、加害者が暴力団員であれば、暴力団対策法で処罰される。また、民法上の人格権やプライバシー侵害で民事上の責任を問われるようになった。

### ネット上でのひぼう・中傷・嫌がらせ
警察は従来、民事不介入や表現の自由、言論の自由を理由に介入を差し控える傾向があった。しかし、ネット上などでの悪質なひぼう・中傷・嫌がらせが大きな社会問題となり、そうした行為に関しては刑法上の名誉毀損罪で取り締まる方針に転換してきている。また、民法上の人格権やプライバシー侵害で民事上の責任を問われるようになった。

### インターネット上の詐欺
例えば、SNSで購入した商品が送られてこない、情報商材で事前のセールストークと異なり全く儲からない、ネットオークションで違う商品が送られてきて相手と連絡が取れないなどが該当する。一般に詐欺罪については相手に損害を与えながらも相手を「欺いた」ことを立証することの困難さから適用が困難になる事例があり（単なる債務不履行と詐欺を区別することが困難であるため）、特定商取引法違反や不正競争防止法、犯罪収益移転防止法、携帯電話不正利用防止法など個別の立法に抵触していることなどを根拠に警察など行政が介入している。判決により詐欺被害が立証された場合は「犯罪被害財産等による被害回復給付金の支給に関する法律」（詐欺一般）「犯罪利用預金口座等に係る資金による被害回復分配金の支給に関する法律」（振込詐欺等）により被害の部分的求償が期待できる。

### 宗教被害
かつては宗教で何らかの被害にあっても、信教の自由を理由に介入を差し控える傾向にあった。しかし、オウム真理教事件以降、悪質な宗教団体がクローズアップされることが多くなり、積極的に介入するようになった。

### 貸金
借入目的を偽るなど、詐欺的な借金は詐欺罪が成立するのだが、警察はこのような借金でも民事不介入で介入を差し控えることが多い。銀行が被害者である場合のみ、稀に逮捕に至る場合がある程度である。この場合であっても、てるみくらぶやはれのひなど、大規模消費者被害の別件逮捕的な要素が大きい。

## 民事不介入原則の賛否

### 民事不介入の緩和
1999年桶川ストーカー殺人事件発生時点でストーカー行為は交際トラブルとして、民事不介入の対象であった。しかし、同事件を契機としてストーカー規制法が制定されて例外対象になり、刑事罰対象になった。アメリカでは、1980年にジョン・レノンの殺害、1989年の女優殺害などが発生しており、1994年に全米で「反ストーキング法」が制定された。桶川ストーカー殺人事件は、後述の栃木リンチ殺人事件（石橋事件）と共に、「警察が国民からの訴えに適切に対処しなかったため発生した」との批判を受けた事例である。以後は被害者が被害届提出後は防げるようになっている。　2022年のストーカー相談件数は1万9131件、そのうち警告は1868件、禁止命令などは1744件、ストーカー規制法違反で検挙したのは1028件である警察が介入したことでストーカーが止まっているというケースが圧倒的に多い。 ストーカー規制法制定後だと「女性が“別れたい、会いたいくない”と拒絶すれば警察も強く出られる」、逆にストーカー被害者側が甘い対応をされると事件化出来ない。そのため、女性が元交際相手男への警察による警告や処罰は望まなかったため、殺害される事例は起きている。

### 民事不介入の誤用
石橋事件については、桶川ストーカー事件とは異なり、国家公安委員会も通報時点の刑法的に「刑事事件対象」であり、民事不介入とは全く別の問題であるのに民事不介入を理由に警察が職務を怠ったと認めている。そのめ、石橋事件への担当警察の対応は「非常識」との意見が出されている。

### 民事不介入原則緩和の条例や法律に対する批判
日本体育大学教授の憲法学者である清水雅彦は、生活安全条例の内容は警察比例の原則と警察消極目的の原則や警察公共の原則を緩和し、警察による民事介入を招くものとして批判している。彼は特に、生活安全警察・行政警察が担当するストーカー行為等の規制等に関する法律（ストーカー規制法）や配偶者からの暴力の防止及び被害者の保護等に関する法律（DV防止法）等を上げている。これらは、警察による市民生活への介入の代表例となると指摘している。